# 阿道夫·孔索利尼

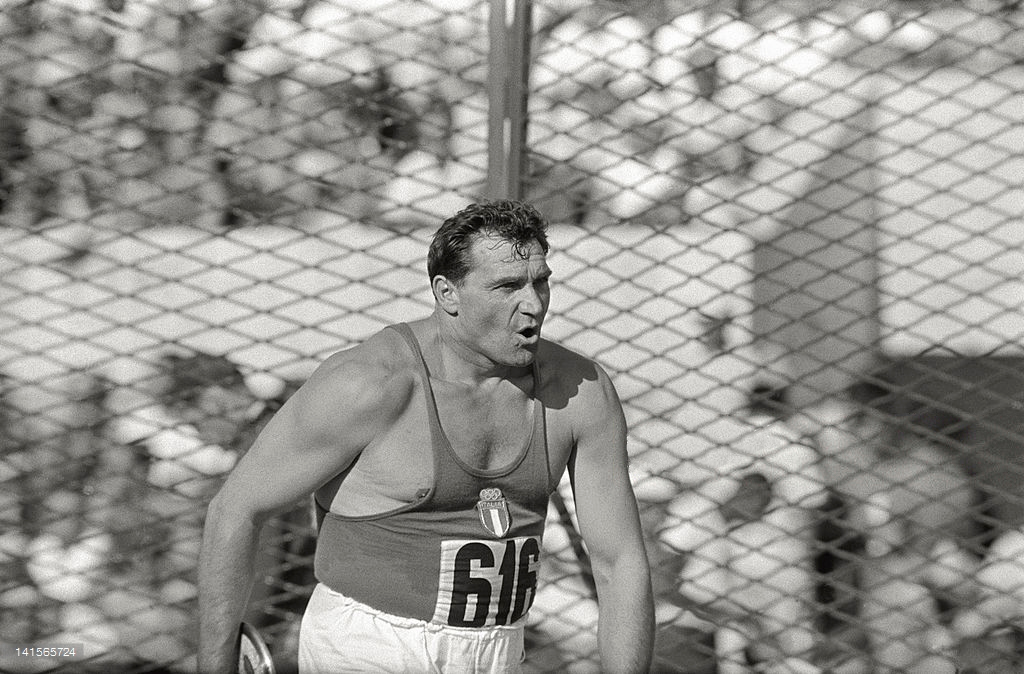
阿道夫·孔索利尼

阿道夫·孔索利尼（義大利語：Adolfo Consolini，1917年1月5日—1969年12月20日），意大利男子田径运动员。他曾代表意大利参加1948年、1952年、1956年和1960年夏季奥林匹克运动会田径比赛，共收获一枚金牌和一枚银牌。